# Мезозойська історія
Мезозойська історія (азерб. Mezozoy əhvalatı) — радянська кіномелодрама з елементами драми 1976 року випуску кіностудії Азербайджанфільм, є екранізацією есе Максуда Ібрагімбекова «Три брами щастя».

## Сюжет
У центрі сюжету — спільна діяльність інженерів, лідерів нафтових спілок і вчених, а також боротьба за нафту, любов і щастя.

## У ролях
Тофік Мирзаєв — Тахіров
Малік Дадашов — Бадіров
Анатолій Татаров — Заур
Яшар Нурі — Рауф
Амалія Панахова — Нарміна
Регіна Темір-Булат — Севда
Садих Гасанзаде — дядько Сабір

## Знімальна група
Автор сценарію: Максуд Ібрагімбеков
Режисер-постановник: Рашид Атамалібеков
Оператор-постановник: Олександр Панасюк
Художник-постановник: Рафіз Ісмаїлов
Композитор: Мобіль Бабаєв